# Jacamar capclar
El jacamar capclar (Brachygalba goeringi) és una espècie d'ocell de la família dels galbúlids (Galbulidae) que habita boscos, sabanes i matolls del nord-oest i nord de Veneçuela i nord-est de Colòmbia.